# Зовите меня «О»!
«Зовите меня „О“!» (фр. Ho!) — франко-итальянский фильм с Жан-Полем Бельмондо, снятый по роману Жозе Джованни.

## Сюжет
Гонщик Франсуа Олен по кличке О (Жан-Поль Бельмондо) бросает спорт после того, как по его вине погибает его друг, и попадает в банду грабителей банков. Другие участники банды, братья Шварц, относятся к нему презрительно, но вынуждены работать с ним, поскольку без хорошего водителя их занятие обречено на неудачу. Во время подготовки очередного ограбления случайно погибает главарь банды, и О намеревается занять его место, чтобы осуществить ограбление. Первым пунктом их плана является, как обычно, угон автомобиля, который поручается О. Но полиции удаётся схватить его и отправить в тюрьму. Там он сидит в одной камере с бездомным, получившим всего 1,5 месяца, и начинает выдавать себя за него. Через 1,5 месяца надзиратели уже не могут отличить одного от другого, и О удаётся выйти из тюрьмы вместо бродяги. Первым делом он изготавливает фальшивые документы и возвращается в старую квартиру своей банды. На следующий день все газеты на первых полосах публикуют статьи о дерзком побеге, называя Олена врагом общества номер один и человеком со стальными нервами, и утверждают, что, пока такой гениальный преступник на свободе, криминальный мир непобедим. Таким образом полиция с помощью журналистов надеется спровоцировать Олена на необдуманные поступки, зная о его чрезмерном тщеславии. Но он разгадывает их план и вынуждает автора статей писать правду. Кроме того, Олен намеревается осуществить план, который они разработали до его ареста, но братья Шварц отказываются работать с ним, так как уже нашли ему замену. Тогда Олен отправляется на поиски новых сообщников и находит тройку мелких грабителей, которым и предлагает участие в ограблении банка. Ограбление им удаётся, но вскоре полиция выходит на след Олена, зная его слабость к дорогим галстукам и устроив засады в магазинах. Пытаясь уйти от преследования, Олен снова сталкивается с братьями Шварц, которые пытаются отнять у него украденные деньги. Это стоит жизни братьям и подруге Олена, известной модели. Олен же снова оказывается в руках полиции.

## В ролях
В эпизодической роли в фильме снялся Ален Делон:  на 41-й минуте фильма в кадре на несколько секунд появляется Ален Делон, в роли незадачливого пешехода, которого чуть не сбивает автомобиль с героем Бельмондо и его подружкой.

## Интересные факты
Перевод «Зовите меня О!» некорректен. Из книги и сценария фильма явствует, что герой Бельмондо Франсуа Олен оскорблялся, когда его звали «О».